# Гарнет, Генри Хайланд
Генри Хайланд Гарнет (23 декабря 1815 — 13 февраля 1882) — афроамериканский общественный и религиозный деятель XIX века, аболиционист, публицист и оратор.
Родился в рабстве в Нью-Маркете, Мэриленд. В десятилетнем возрасте получил свободу и воссоединился с семьёй. С 1826 по 1833 год жил в Нью-Йорке и учился в школе для свободных афроамериканских детей, но был изгнан оттуда за образование аболиционистского кружка, поэтому завершил образование в богословском институте в Уайтсборо. В 1839 году серьёзно травмировал ногу, которая вскоре была ампутирована. В том же году вместе с женой переехал в город Трой, где преподавал в школе и продолжал изучать теологию. В 1842 году стал пастором пресвитерианской церкви, занимая эту должность в течение шести лет, а затем вернулся в Нью-Йорк, где стал активным членом Американского общества аболиционистов.
С 1849 года Гарнет стал активно выступать с публичными речами, в которых призывал афроамериканцев эмигрировать в Мексику, Либерию или колонии европейских государств в Вест-Индии, где рабства к тому времени уже не существовало, основал Общество африканской цивилизации, выпускал журнал под названием Clarion. С 1850 года в течение двух лет выступал с лекциями о положении американских рабов в Великобритании. В 1852 году был отправлен миссионером на Ямайку, вернувшись на родину три года спустя по состоянию здоровья. С началом Гражданской войны выступил инициатором создания так называемых «цветных отрядов» в армии Севера и принимал активное участие в их вербовке. В конце войны жил с семьёй в Вашингтоне и занимался активной проповеднической деятельностью перед чернокожими солдатами.
В 1868 году был назначен президентом колледжа в Пенсильвании, затем вернулся в Нью-Йорк в качестве пресвитерианского пастора. В последний год жизни выразил желание умереть в Африке, ввиду чего был в 1881 году назначен послом США в Либерии и умер в этой стране через два месяца после приезда.